# Şövkət Məmmədova
Şövkət Məmmədova (Tbilisi, 18 aprile 1897 – Baku, 8 giugno 1981) è stata un soprano e insegnante azera.

## Biografia
Nata in una famiglia azera a Tbilisi nel 1897, nel 1911 si trasferì a Milano per studiare canto al Conservatorio di Musica Giuseppe Verdi, con il sostegno di Zeynalabdin Taghiyev.
Per motivazioni religiose, alle donne azere era proibito apparire sulle scene e, per questo motivo, i ruoli femminili erano solitamente interpretati da tenori. Məmmədova fu la prima donna azera a infrangere questa tradizione quando il 12 aprile 1912 esordì a Baku con un repertorio di arie in russo e in italiano, cantando senza essere velata e indossando abiti europei; tuttavia, dovette nascondersi nei giorni successivi al concerto per evitare ritorsioni.
Nel 1915 fu ammessa al Conservatorio di Kiev per continuare a perfezionarsi e qui conobbe il compositore Reinhold Moritzevič Glière. Nel 1921 si esibì in tour a Mosca, San Pietroburgo, Parigi, Milano, Tabriz e Tblisi, cantando arie da La traviata, Il barbiere di Siviglia, Rigoletto e Gli ugonotti. Nel 1922 fu nominata direttrice della prima scuola di teatro in Azerbaigian per decisione del Commissariato del popolo per l'Istruzione. Si esibì a lungo presso il Teatro statale accademico Axundov di opera e balletto dell'Azerbaigian, che diresse dal 1939 al 1945, dopo essere stata nominata Artista del popolo dell'Unione Sovietica nel 1938. Nel 1946 fu insignita dell'Ordine del distintivo d'onore.